# Öffentliche Last
Öffentliche Lasten sind die Belastungen eines Grundstücks oder grundstücksgleichen Rechts mit öffentlichen Abgaben, die im Grundbuch nicht eintragungsfähig sind.

## Allgemeines
Öffentliche Lasten sind Forderungen des Staates und seiner öffentlichen Verwaltung (Behörden, Gemeinden) gegen den jeweiligen Grundstückseigentümer. Der Bundesgerichtshof (BGH) definierte eine öffentliche Grundstückslast als „eine auf öffentlichem Recht beruhende Abgabenverpflichtung, die in Geld durch wiederkehrende oder einmalige Leistung zu erbringen ist und für die der Schuldner persönlich sowie ein Grundstück haften“. Die Zahlungsverpflichtung trifft unabhängig vom Zeitpunkt ihres Entstehens den jeweiligen Grundeigentümer im Zeitpunkt der Inanspruchnahme, daher ist das Grundstück – unabhängig davon, wem es gerade gehört – „belastet“. 

## Rechtsfragen
Die öffentliche Last ist eine „Last“ im Sinne des BGB, bei der eine Verpflichtung auf der Sache (dem Grundstück) ruht und eine Leistung aus der Sache zu erbringen ist. Um zur Last zu werden, müssen die Forderungen fällig sein. Für den Bereich öffentlicher Lasten ist die vorherige Eintragung einer Zwangshypothek entbehrlich.
Öffentliche Lasten sind ein Rechtsbegriff, der in § 54 GBO erwähnt wird. Danach sind die auf einem Grundstück ruhenden öffentlichen Lasten als solche von der Eintragung in das Grundbuch ausgeschlossen, es sei denn, dass ihre Eintragung gesetzlich besonders zugelassen oder angeordnet ist. In der Zwangsversteigerung sind gemäß § 10 Abs. 1 Nr. 3 ZVG die Versteigerungserlöse in einer bestimmten Rangfolge zu verteilen, wobei die öffentlichen Lasten an vierter Rangstelle stehen. Diese Rangstelle nehmen alle rückständigen Abgaben der letzten vier Jahre ein. Öffentliche Abgaben sind nur dann öffentliche Grundstückslasten im Sinne des § 10 Abs. 1 Nr. 3 ZVG, wenn sie in dem für die Abgabe maßgebenden Bundes- oder Landesgesetz als öffentliche Last bezeichnet sind oder aus der gesetzlichen Regelung eindeutig hervorgeht, dass die Abgabenschuld auf dem Grundstück lastet und mithin nicht nur eine persönliche Haftung des Abgabenschuldners, sondern auch die dingliche Haftung des Grundstücks besteht. Eine derartige öffentliche Grundstückslast bewirkt mithin eine dingliche Haftung des Grundstücks, auch wenn die Last nicht im Grundbuch eingetragen ist. Bei einem Gebäude auf fremden Grund und Boden, das bei der Feststellung des Einheitswerts dem Bauherrn zugerechnet worden ist, kann die dingliche Haftung des Gebäudes für die Grundsteuer nicht gegen den Eigentümer des Grund und Bodens geltend gemacht werden.
Für die dingliche Inanspruchnahme des Erwerbergrundstücks ist der vorherige Erlass eines Duldungsbescheides gemäß § 191 Abs. 1 Satz 1, 2. Alt. AO erforderlich und ausreichend.
Beim Grundstücksverkauf ist der Verkäufer gemäß § 436 Abs. 1 BGB verpflichtet, den Erwerber von der Zahlung öffentlicher Lasten lediglich bezogen auf Erschließungs- und Anliegerbeiträge für Maßnahmen freizuhalten, die bis zum Vertragsschluss bautechnisch begonnen sind. Für das Nichtbestehen sonstiger öffentlicher Lasten haftet er hingegen nicht (§ 436 Abs. 2 BGB). Nach dieser Bestimmung haftet der Verkäufer nicht für die Freiheit des Grundstücks von öffentlichen Lasten und öffentlichen Abgaben. Diese gesetzliche Regelung ist allerdings dispositiv. Die Vertragsparteien können deshalb eine abweichende Regelung treffen. In der Praxis des Grundstücksverkehrs ist es üblich, dass der Verkäufer die Haftung für die Freiheit von öffentlichen Lasten, die bis zum Besitzübergang entstehen, übernimmt.

## Arten
Zu den öffentlichen Lasten gehören insbesondere Kommunalabgaben wie Erschließungs-, Ausbau-, Straßenbaubeiträge oder die Grundsteuer (§ 12 GrStG). Ob und in welchem Umfang die Kommune diese erhebt, regelt sie in Satzungen, zu deren Erlass sie durch Abgabengesetze des jeweiligen Bundeslandes ermächtigt ist. Die Verpflichtungen des Eigentümers oder des Erbbauberechtigten zu Geldleistungen aus Umlegungen (§§ 57 bis § 61 BauGB) gelten als Beitrag und ruhen als öffentliche Last gemäß § 64 Abs. 3 BauGB auf dem Grundstück oder dem Erbbaurecht. Die Beitrags- und Vorschusspflichten aus Flurbereinigungen sind öffentliche Lasten (§ 20 FlurbG). Auf dem Grundstück ruht gemäß § 25 Abs. 6 Bundesbodenschutzgesetz ein Ausgleichsbetrag als öffentliche Last in Folge von Werterhöhungen des Grundstücks durch öffentliche Maßnahmen, auf den nach § 93b GBV im Grundbuch hingewiesen wird.
Nicht zu den öffentlichen Lasten gehört die Baulast, die im Baulastenverzeichnis eingetragen wird.